# چاندراموکی باسو
چاندراموکی باسو (به بنگالی: চন্দ্রমুখী বসু)؛ (۲۱ اوت ۱۸۶۰ – ۲۱ اوت ۱۹۴۴) یک کارشناس آموزش و پرورش اهل هند بود.